# Blackbear
Matthew Tyler Musto (Daytona Beach, Florida; 27 de noviembre de 1990), conocido profesionalmente como Blackbear (estilizado como blackbear), es un cantante, compositor y productor musical estadounidense. Ha publicado cinco álbumes de estudio, seis EP, un álbum recopilatorio y dos álbumes colaborativos. Musto también es miembro del dúo alternativo/hip-hop/R&B estadounidense Mansionz, junto al que también es cantante y productor estadounidense Mike Posner.

## Carrera musical
Durante su carrera, Musto ha colaborado con varios artistas como TMG, Justin Bieber, Khea, G-Eazy , Mike Shinoda, Avril Lavigne, Machine Gun Kelly, Charlie Puth, Mike Posner, Pharrell Williams, Jeremy Zucker, Linkin Park, Gucci Mane , Marshmello y Boywithuke entre otros. Coescribió "Boyfriend" de Justin Bieber, que debutó en el número 2 en el Billboard Hot 100. También produjo la pista del título del álbum de G-Eazy These Things Happen.

## Vida personal
Musto nació en Pittston, Pennsylvania y se mudó a Daytona Beach, Florida cuando era niño. Musto fue criado en Palm Coast, Florida. Se mudó a Atlanta, Georgia y luego a Los Ángeles, California, en su adolescencia.
El 29 de enero de 2020, Musto anunció que él y su pareja, Michele Maturo, acababan de tener su primer hijo, Midnight Thomas Musto. En mayo de 2021 anunciaba su compromiso con la misma a través de la red social Instagram.
Se casó con la actriz Michele Maturo el 22 de febrero de 2022. 
El 12 de marzo de 2022, Musto dio la bienvenida a su segundo hijo Morrissey Onyx Musto, junto a su, ahora esposa, Michele Musto.

## Discografía

### Álbumes de estudio
- Deadroses (2015)
- Help (2016)
- Digital Druglord (2017)
- Cybersex (2017)
- Anonymous (2019)
- Everything Means Nothing (2020)
- In loving memory (2022)

### EPs
- The Afterglow (2014)
- Dead (2015)
- Drink Bleach (2016)
- Cashmere Noose (2016)
- Misery Lake (2021)

## Premios y nominaciones
| Premio                 | Año  | Categoría                         | Trabajo nominado                              | Resultado | Ref   |
| ---------------------- | ---- | --------------------------------- | --------------------------------------------- | --------- | ----- |
| MTV EMAs               | 2020 | Mejor Artista Alternativo         | Él mismo                                      | Nominado  |       |
| IHeartRadio Awards     | 2021 | Artista Pop Revelación            | Él mismo                                      | Nominado  | [ 3 ] |
| IHeartRadio Awards     | 2021 | Mejor Canción de Rock Alternativo | "Monsters" (con All Time Low)                 |           | [ 3 ] |
| Billboard Music Awards | 2021 | Mejor Canción de Rock             | "Monsters" (con All Time Low)                 | Nominado  | [ 4 ] |
| Billboard Music Awards | 2021 | Mejor Canción de Rock             | "My Ex's Best Friend" (con Machine Gun Kelly) | Nominado  | [ 4 ] |